# Pietro Caminada
Pietro Caminada (* 20. Mai 1862 in Mailand; † 20. Januar 1923 in Rom) war ein italienischer Ingenieur mit Schweizer Wurzeln.

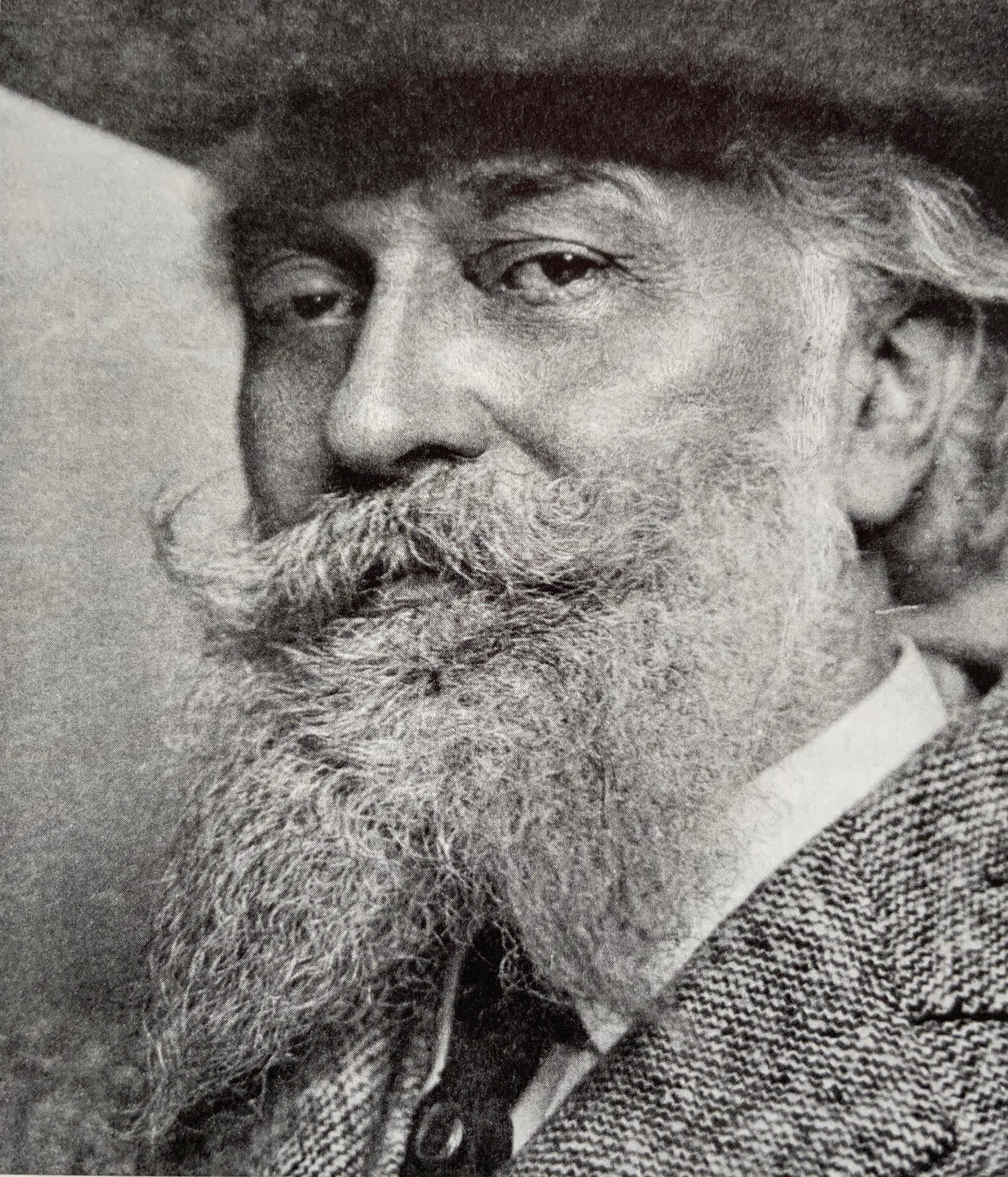
Pietro Caminada

## Leben und Werk
Caminada war ein Sohn des aus dem bünderischen Vrin ausgewanderten Gion Antoni Caminada und der Maria Turconi aus Mailand.
In den 18980er Jahren wanderte er mit seinem Bruder Angelo Giovanni wie viele andere Italiener nach Argentinien aus. 1892 besuchten sie Rio de Janeiro. Während sein Bruder nach Argentinien zurückkehrte, blieb Pietro in Rio, wo er sich einen Namen als Ingenieur und Städteplaner machte. Er regte dort den Bau der Straßenbahn über die „Arcos de Lapa“ an. Dieses 270 Meter lange und 18 Meter hohe ehemalige Aquädukt mit 42 Bogen war in der Kolonialzeit gebaut worden, um Wasser in die Stadt zu führen.  1896 wurde der „Bonde Elétrico de Santa Teresa“, die erste elektrische Straßenbahn Südamerikas, nach Caminadas Plänen über diese Brücke geführt.
Weiter gestaltete er die Hafenanlage um und entwarf die ersten Pläne für die brasilianische Hauptstadt Brasília, die allerdings nicht realisiert wurden.
1907 kehrte Caminada mit seiner brasilianischen Frau und den drei Töchtern nach Italien zurück und eröffnete in Rom ein technisches Büro. Mit einem Großprojekt sorgte er international für Aufsehen: Er plante einen gigantischen Schifffahrtsweg von Genua über den Apennin und die Alpen in den Bodensee. Die großen Höhenunterschiede sollten mit einer von ihm patentierten rohrförmigen Schleuse überwunden werden. Nach einem Bericht im Corriere della sera wurde Caminada am 3. Januar 1908 von König Vittorio Emanuele III. zu einer Privataudienz im Quirinalspalast in Rom empfangen. Der König ließ sich das Projekt erklären und lotet den Ingenieur. Als wichtigsten Verbündeten konnte Caminada den 70-jährigen Senator und ehemaligen Finanzminister Giuseppe Colombo gewinnen. Zahlreiche Zeitungen in Europa und den USA berichteten über die Pläne.
Das Projekt wurde bekanntlich nicht verwirklicht – einerseits aus finanziellen Gründen, und andererseits bestand nach dem Erfolg der transalpinen Eisenbahnstrecken (Simplon, Gotthard und Brenner) kein Bedarf mehr.

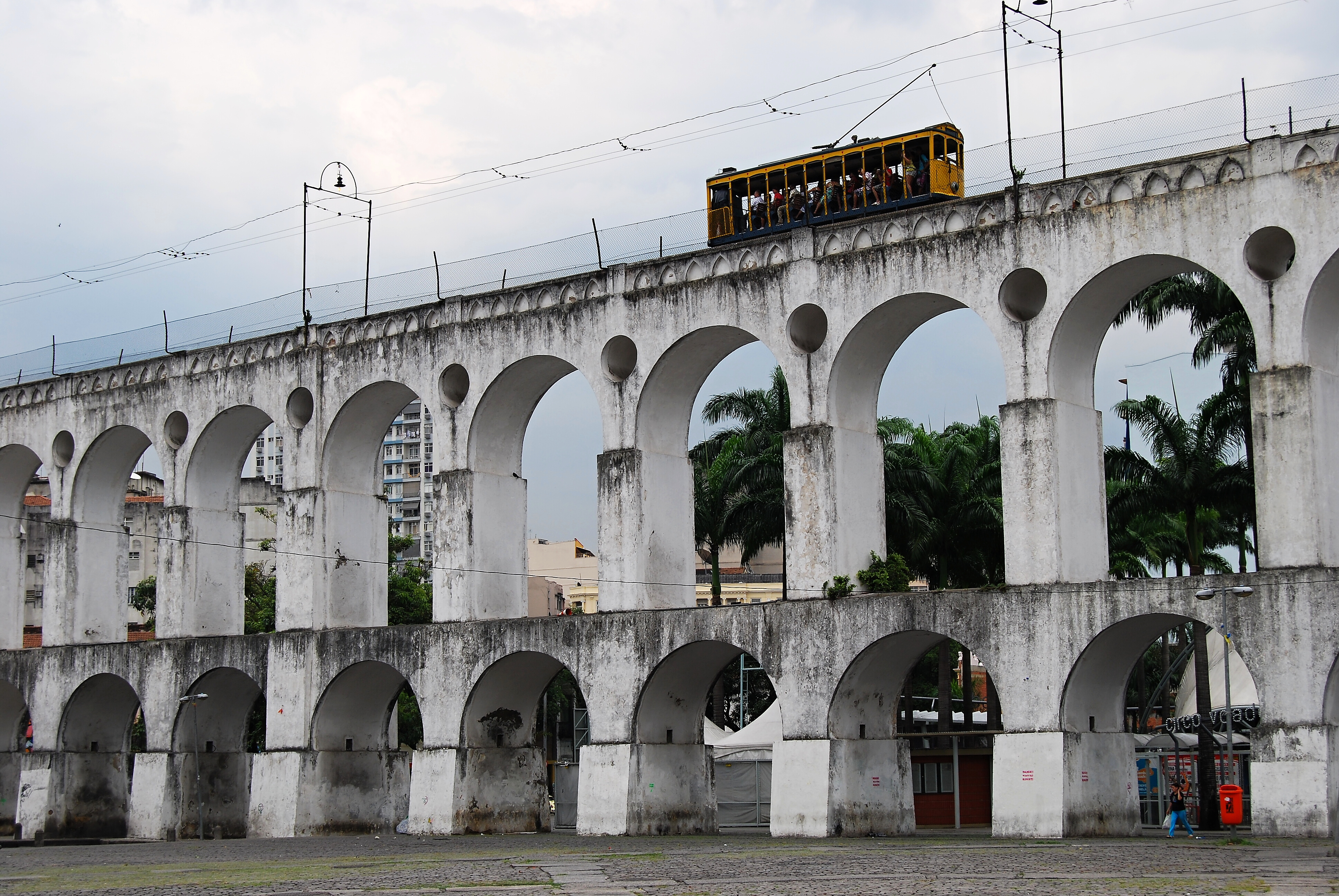
Die Arcos de Lapa
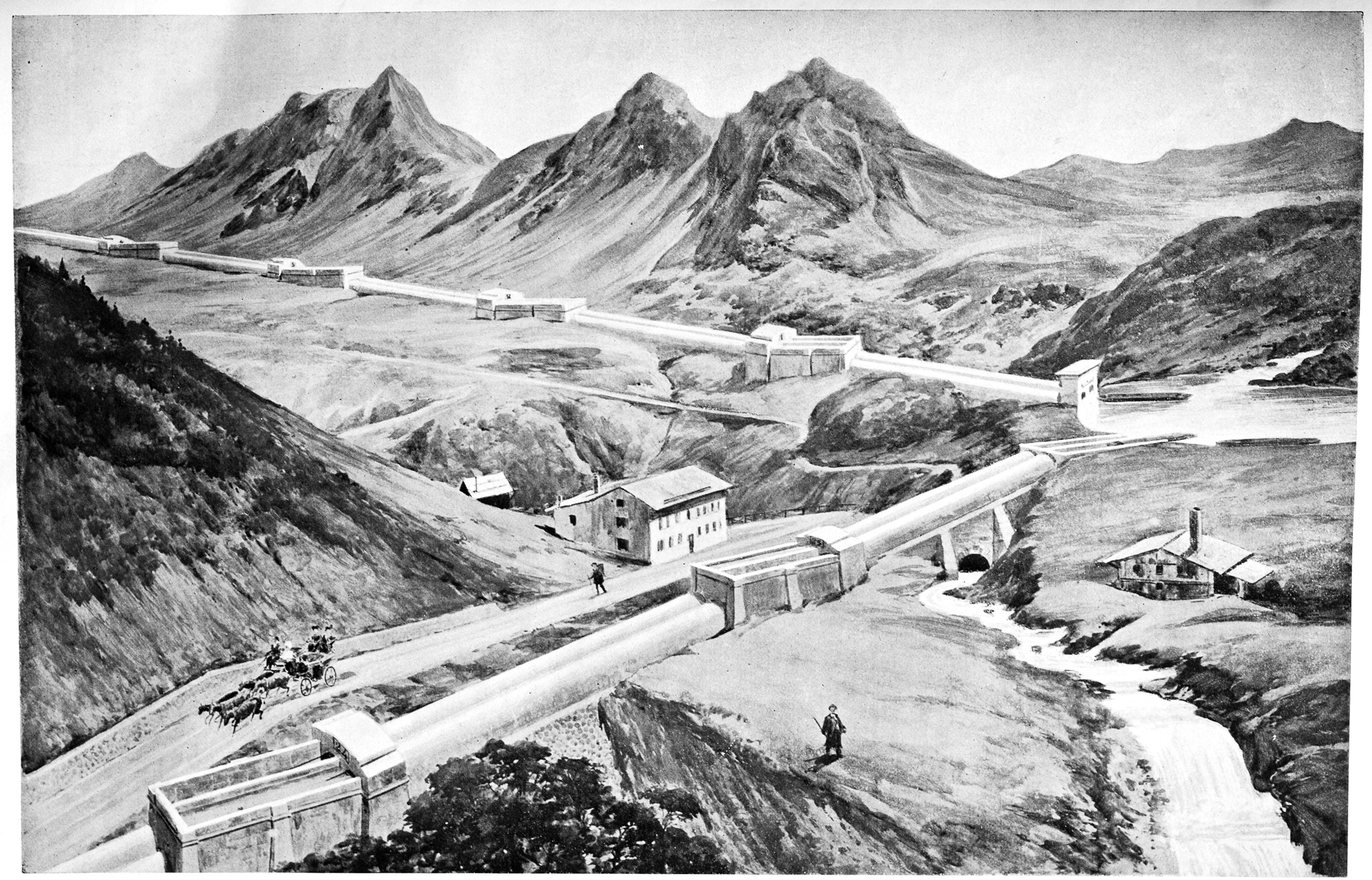
Die Transalpine Wasserstraße beim Splügenpass

Pietro Caminada starb im Alter von 60 Jahren in Rom, wo eine Straße nach ihm benannt ist.

## Schriften
- Canaux de montagne – Nouveau système de transport naturel par voie d’eau. Rom 1907.